# Operation Wetback

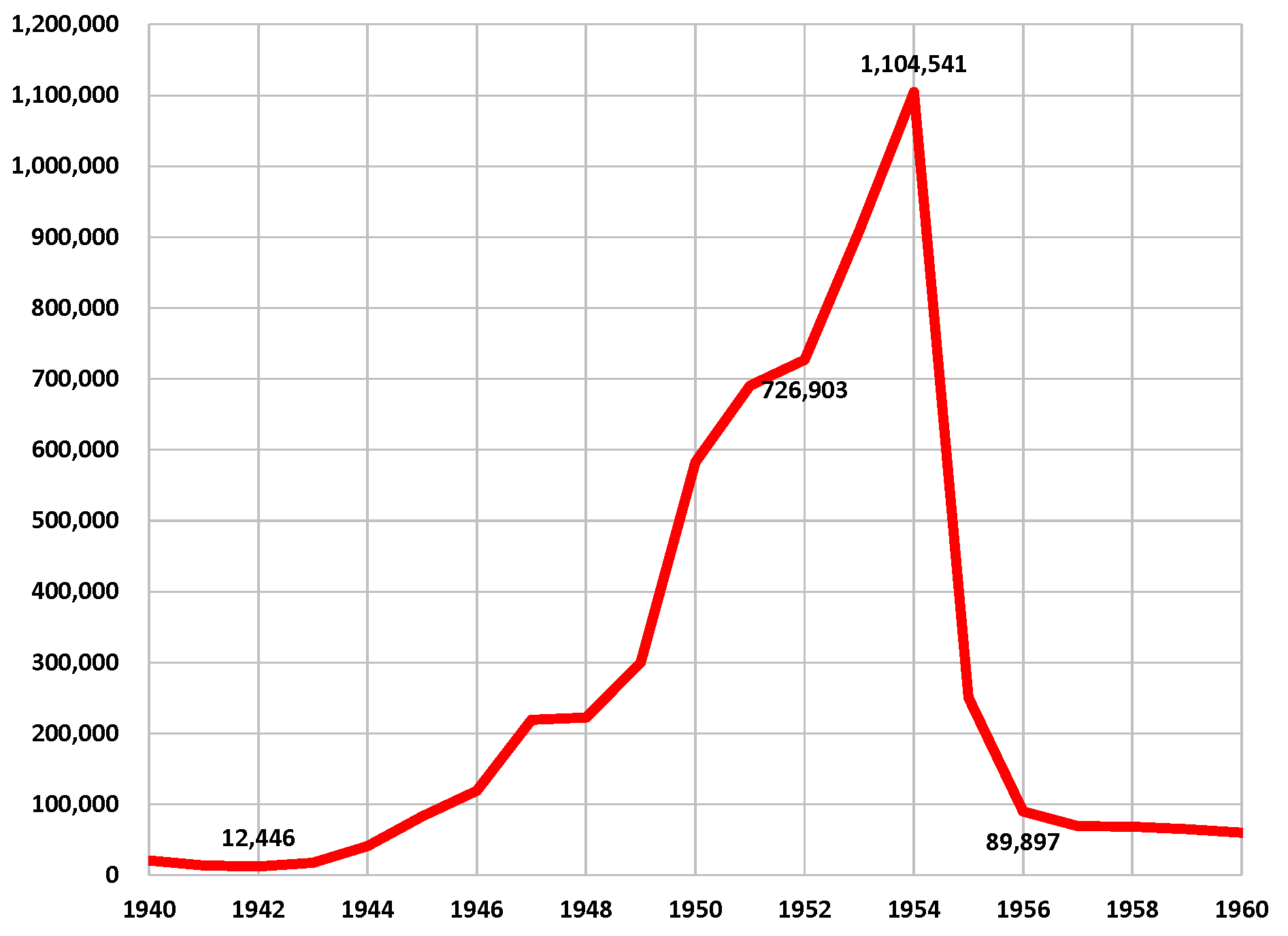
Ausweisungen und Rückführungen 1940–1960, Daten des Dept. of Homeland Security.

Operation Wetback bezeichnet eine in den Jahren 1954 und 1955 von den USA vorgenommene Massenabschiebung illegaler mexikanischer Einwanderer.

## Inhalt
Das Programm war im Mai 1954 von Herbert Brownell, der in der Regierung Eisenhower Attorney General war, gestartet. Nach offiziellen Angaben wurden dabei über eine Million Menschen nach Mexiko abgeschoben. Die Aktion führte zum Tode mehrerer Mexikaner und zu massiven Menschenrechtsverletzungen und Demütigungen. Auch sollen zahlreiche US-Bürger abgeschoben worden sein, die sich nicht ausweisen konnten.

## Namensherkunft
Das Wort wetback (dt. nasser Rücken) ist eine umgangssprachlich abwertend verwendete Bezeichnung für (illegale) mexikanische Einwanderer und bezieht sich auf den Umstand, dass viele von ihnen den Grenzfluss Rio Grande überqueren mussten, um in die USA zu gelangen.

## Weiteres
Während des Wahlkampfes für die Präsidentschaftswahl 2016 berief sich der republikanische Kandidat Donald Trump auf die Operation Wetback als Lösung für das Problem der illegalen Einwanderer in den USA.